# لومبارد (إلينوي)
لومبارد (بالإنجليزية: Lombard)‏ هي منطقة سكنية تقع في الولايات المتحدة في مقاطعة دوبيج. يقدر عدد سكانها بـ 43,395 نسمة .

## أعلام
- تشارلز تيلي
- ماري إليزابيث ماسترانتونيو
- شيلدون بيك